# Confederació Empresarial Andorrana
La Confederació Empresarial Andorrana, també coneguda per les sigles CEA, és una institució associativa andorrana nascuda l'any 2006 amb l'objectiu de representar, gestionar, fomentar i defensar els interessos generals i comuns de les organitzacions empresarials i professionals del Principat d'Andorra. Està destinada a facilitar als seus membres els mitjans necessaris per a la plena realització i consecució dels fins associatius proposats.

## Premis CEA
Per commemorar el 10è aniversari de la seva fundació, la CEA organitzà el 17 de març de 2016 la primera edició dels Premis CEA, un conjunt de premis destinats a guardonar diverses iniciatives empresarials del país en sis categories que són:
- Premi a la Trajectòria Empresarial
- Premi a l'Emprenedoria i/o Innovació
- Premi a la Projecció Internacional
- Premi a la Sostenibilitat
- Premi al Reconeixement Personal a l'Activitat de Promoció
- Premi Especial del Jurat